# Glycyphana viridiceps
Glycyphana viridiceps är en skalbaggsart som beskrevs av Moser 1914. Glycyphana viridiceps ingår i släktet Glycyphana och familjen Cetoniidae. Inga underarter finns listade i Catalogue of Life.